# Фоусет, Джон
Джон Фоусет (англ. John Fawcett) (род. 5 марта 1968 года) — канадский режиссёр кино и телевидения, снимающий в жанрах драмы, мистики, ужасов и триллеров. Создатель популярного фильма ужасов "Оборотень", и сериала "Тёмное дитя"

## Фильмография

### Фильмы
- 2000 - Оборотень (и сценарист)
- 2001 - Счастливая девочка
- 2004 - Сестра Оборотня (продюсер)
- 2004 - Рождение оборотня (продюсер)
- 2005 - Тёмные силы
- 2006 - Последний поворот

### Сериалы
- 2014 - н.в. - Укушенная
- 2013 - н.в. - Тёмное дитя (продюсер и сценарист)
- 2012 - н.в. - В надежде на спасение
- 2011 - 2012 - Тайный круг
- 2011 - Спартак: Боги арены
- 2010 - н.в. - Тайные связи
- 2010 - н.в. - Зов крови
- 2010 - 2013 Спартак: Кровь и песок
- 2009 - 2011 - Быть Эрикой
- 2008 - 2012 - Горячая точка
- 2007 - 2008 Детектив Дрезден
- 2006 - Блэйд
- 2003 - Святой дозор
- 2002 - Похищенный
- 2001 - 2004 Мутанты Икс
- 2000 - 2005 - Близкие друзья
- 1997 - 2001 - Её звали Никита
- 1995 - 2001 - Зена - Королева воинов